# Emmet County, Michigan
Emmet County är ett administrativt område i delstaten Michigan, USA. År 2010 hade countyt 32 694 invånare. Den administrativa huvudorten (county seat) är Petoskey. 

## Geografi
Enligt United States Census Bureau så har countyt en total area på 2 285 km². 1 212 km² av den arean är land och 1 073 km² är vatten.   

### Angränsande countyn
- Mackinac County - nordost
- Cheboygan County - öst
- Charlevoix County - syd